# 韦尔南特
韦尔南特（法語：Vernantes，法語發音：[vɛʁnɑ̃t] ⓘ）是法国曼恩-卢瓦尔省的一个市镇，位于该省东部，属于索米尔区。

## 地理
韦尔南特（47°23'35"N, 0°3'7"E）面积40.77 平方千米，位于法国卢瓦尔河地区大区曼恩-卢瓦尔省，该省份为法国西部内陆省份，大致对应安茹地区，北起顺时针与马耶讷省、萨尔特省、安德尔-卢瓦尔省、维埃纳省、德塞夫勒省、旺代省、大西洋卢瓦尔省和伊勒-维莱讷省接壤。
与韦尔南特接壤的市镇（或旧市镇、城区）包括：布卢、拉布雷耶莱潘、穆利埃讷、讷耶、圣菲尔贝迪珀普勒、韦尔努瓦勒富里耶、努瓦扬维拉日。

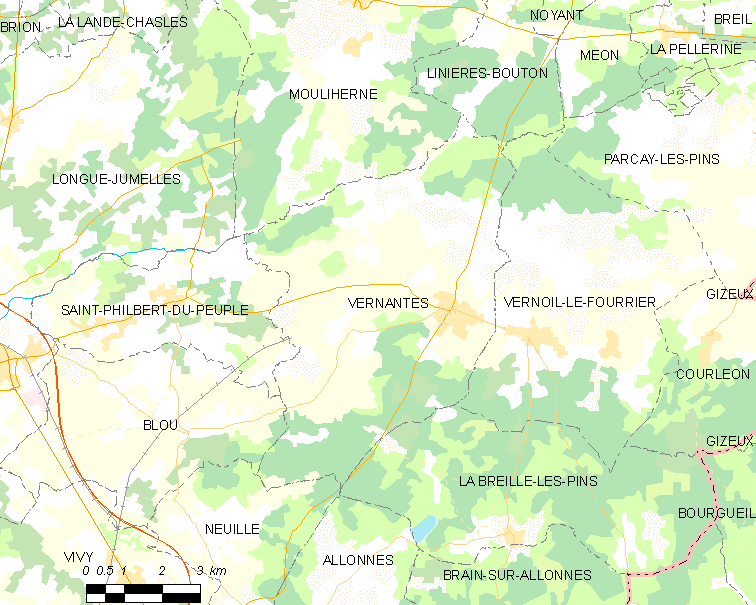
韦尔南特的OSM定位图

韦尔南特的时区为UTC+01:00、UTC+02:00（夏令时）。

## 行政
韦尔南特的邮政编码为49390，INSEE市镇编码为49368。

## 政治
韦尔南特所属的省级选区为隆盖-瑞梅勒县。

## 人口

1962-2008年间韦尔南特人口变化图示

韦尔南特于2022年1月1日时的人口数量为2006人。